# الأمانة العامة للمفوضية الأوروبية
الأمانة العامة للمفوضية الأوروبية هي قسم خدمة تابع للمفوضية الأوروبية. يقع مقرها في بيرلايمونت في بروكسل، بلجيكا. تدعم الأمانة العامة المفوضية بأكملها، ولا سيما المفوضين البالغ عددهم 27. ويترأسها الأمين العام.
للأمانة العامة، تحت إشراف رئيس المفوضية، درجة عالية من الأهمية في المفوضية. تنظم الاجتماعات وتتحكم في جدول الأعمال وهي مسؤولة عن المحاضر. يستخدم الرئيس هذه السلطة في إدارته للمفوضية.

## الأمناء العامون المتعاقبون
| ترتيب | صورة | اسم               | فترة شغل المنصب | فترة شغل المنصب | فترة شغل المنصب    | الجنسية         |
| ترتيب | صورة | اسم               | بداية الفترة    | نهاية الفترة    | المدة              | الجنسية         |
| ----- | ---- | ----------------- | --------------- | --------------- | ------------------ | --------------- |
| 1     |      | إميل نويل         | 26 مارس 1958    | 18 سبتمبر 1987  | 29 سنوات و176 أيام | فرنسا           |
| 2     |      | ديفيد ويليامسون ‏  | 19 سبتمبر 1987  | 31 يوليو 1997   | 9 سنوات و315 أيام  | المملكة المتحدة |
| 3     |      | كارلو تروجان ‏     | 1 أغسطس 1997    | 31 مايو 2000    | 2 سنوات و304 أيام  | هولندا          |
| 4     |      | ديفيد أوسوليفان ‏  | 1 يونيو 2000    | 10 نوفمبر 2005  | 5 سنوات و162 أيام  | أيرلندا         |
| 5     |      | كاثرين داي        | 22 نوفمبر 2005  | 1 سبتمبر 2015   | 9 سنوات و283 أيام  | أيرلندا         |
| 6     |      | الكسندر ايتاليير ‏ | 1 سبتمبر 2015   | 1 مارس 2018     | 2 سنوات و181 أيام  | هولندا          |
| 7     |      | مارتن سيلماير     | 1 مارس 2018     | 30 نوفمبر 2019  | 1 سنة و274 أيام    | ألمانيا         |
| 8     |      | إيلزي جوهانسوني   | 1 أغسطس 2019    | شاغل المنصب     | 5 سنوات و229 أيام  | لاتفيا          |

## روابط خارجية
- الموقع الرسمي